# Stipagrostis pellytronis
Stipagrostis pellytronis är en gräsart som beskrevs av De Winter. Stipagrostis pellytronis ingår i släktet Stipagrostis och familjen gräs. Inga underarter finns listade i Catalogue of Life.